# Beth Hart
Beth Hart (Los Angeles, 24 januari 1972) is een Amerikaanse singer-songwriter. Ze werkte meerdere malen samen met Joe Bonamassa.

## Carrière
In de vroege jaren negentig verscheen Beth Hart voor het eerst in de publiciteit door een talentenjacht waarbij ze 100.000 dollar won. Hart nam in 1993 een aantal nummers op en bracht een home-made album uit, dat voor het publiek en voor de media onbekend bleef. Pas in 2009 zou dit album opgemerkt worden onder de naam Beth Hart and The Ocean of Souls. Het bevat onder andere de Beatles-cover Lucy in the Sky with Diamonds en het nummer Am I the one. Dit nummer zou een paar jaar later op haar album Immortal verschijnen in een definitieve versie.
Toen ze haar eerste album, Immortal (Atlantic, 1996), opnam was ze verslaafd aan drugs en alcohol. Haar tweede album heet Screamin' for my supper (Atlantic, 1999) en is beïnvloed door Etta James, maar Hart schrijft teksten over haar eigen problemen. De single L.A. Song (Out of this town) werd een hit in haar thuisland de V.S. en leverde haar ook in Nederland enige bekendheid op. Haar derde album werd in 2004 uitgebracht: Leave the light on. Hiervan bleef de titelsong in Nederland niet onopgemerkt. Dit album gaat over het vechten tegen haar problemen: drugs en alcohol.
In 2005 bracht Beth Hart de dvd Live at Paradiso uit. In hetzelfde jaar stond zij op Pinkpop. In 2007 volgde het album 37 Days, dat Hart opnam met Tom Lilly, Jon Nichols, Todd Wolf, Rune Westberg, Walter Thompson en Scott Guetzkow. Ze speelde dat jaar op Paaspop, gevolgd door een tournee langs onder andere Amsterdam, Den Haag, Tilburg, Utrecht en Groningen.
In 2010 kwam het album My California uit. Dit album is flink onder de aandacht geweest in de media. Ook volgde wederom een tournee door Nederland. Intussen begon Hart ook in Duitsland door te breken, waar ze een aantal radio-interviews gaf en optrad in onder andere Berlijn en Saarbrücken. In september 2011 verscheen het album Don't explain. Nadat ze eerder al een keer een nummer met Joe Bonamassa opnam, werd dit album helemaal samen opgenomen. Dit werd direct na de release een hit in Nederland: het album bereikte de top 10 van de Album Top 100. Op het album zingt Hart, begeleid door Bonamassa (op gitaar) en zijn band, covers van diverse artiesten die haar in haar jeugd hebben beïnvloed. Zo is er een door recensenten bejubelde versie van Etta James' Something's gotta hold on me op het album te vinden en Ain't no way van Aretha Franklin. De single I'll Take Care of You (een cover van Brook Benton) kreeg behoorlijk wat airplay.
In 2012 stond een akoestische tour op het programma, waarbij veel festivals werden aangedaan. Hart trad op in diverse Europese landen. In Nederland trad ze op tijdens Bospop en het Zwarte Cross Festival. Ze bleef erg productief wat betreft het uitbrengen van muziek: na haar zesde studioalbum Bang bang boom boom uit 2012 volgde in 2013 opnieuw een cover-album in samenwerking met Joe Bonamassa, getiteld Seesaw. Hierop staan onder andere uitvoeringen van Nutbush city limits van Ike & Tina Turner en Strange Fruit van Billie Holiday. In 2014 verscheen vervolgens, wederom samen met Bonamassa, het live-album Live in Amsterdam, opgenomen in het Koninklijk Theater Carré.
Hart toert meer in Europa dan in Amerika, omdat ze in Europa meer support van haar platenlabel krijgt.
In Nederland is Hart in de loop der jaren steeds bekender en populairder geworden. Grote hits scoort zij niet, maar haar albums verkopen des te beter. In april 2015 bereikte haar carrière in Nederland een hoogtepunt, toen haar album Better than home op nummer 1 debuteerde in de Album Top 100.
In 2016 kwam haar achtste (solo)studioalbum Fire on the floor uit. In 2018 verscheen Black coffee, haar derde samenwerking met Joe Bonamassa. Ook dit album behaalde in Nederland de eerste plaats. Later in 2018 bracht Hart twee live-albums uit, opgenomen in respectievelijk de Iridium Jazz Club in New York en in de Royal Albert Hall in Londen.
In 2019 verscheen haar gevarieerde album War in my mind.

## Discografie

### Albums
| Album met eventuele hitnotering(en) in de Nederlandse Album Top 100 | Datum van verschijnen | Datum van binnenkomst | Hoogste positie | Aantal weken | Opmerkingen                 |
| ------------------------------------------------------------------- | --------------------- | --------------------- | --------------- | ------------ | --------------------------- |
| Beth Hart and The ocean of souls                                    | 1993                  | -                     | -               | -            | Niet officieel uitgebracht  |
| Immortal                                                            | 28-06-1996            | -                     | -               | -            |                             |
| Screamin' for my supper                                             | 26-07-1999            | 28-08-1999            | 97              | 1            |                             |
| Leave the light on                                                  | 2004                  | 20-03-2004            | 17              | 37           |                             |
| Live at the Paradiso                                                | 13-05-2005            | 21-05-2005            | 88              | 2            | Livealbum                   |
| 37 Days                                                             | 03-08-2007            | 11-08-2007            | 14              | 16           |                             |
| My California                                                       | 10-09-2010            | 09-10-2010            | 12              | 9            |                             |
| Don't explain                                                       | 23-09-2011            | 01-10-2011            | 9               | 27           | met Joe Bonamassa           |
| Bang bang boom boom                                                 | 05-10-2012            | 13-10-2012            | 8               | 8            |                             |
| Seesaw                                                              | 17-05-2013            | 25-05-2013            | 11              | 13           | met Joe Bonamassa           |
| Live in Amsterdam                                                   | 21-03-2014            | 29-03-2014            | 13              | 9            | Livealbum met Joe Bonamassa |
| Better than home                                                    | 10-04-2015            | 18-04-2015            | 1(1wk)          | 19           |                             |
| Fire on the floor                                                   | 14-10-2016            | 22-10-2016            | 6               | 8            |                             |
| Black coffee                                                        | 26-01-2018            | 03-02-2018            | 1(1wk)          | 6            | met Joe Bonamassa           |
| Front and Center - Live from New York                               | 13-04-2018            | 21-04-2018            | 18              | 1            | Live-CD+DVD                 |
| Live at the Royal Albert Hall                                       | 30-11-2018            | 08-12-2018            | 59              | 1            |                             |
| War in my mind                                                      | 27-09-2019            | 05-10-2019            | 9               | 6            |                             |
| A Tribute To Led Zeppelin                                           | 25-02-2022            | 05-03-2022            | 1               | 3            |                             |

| Album met hitnotering(en) in de Vlaamse Ultratop 200 albums | Datum van verschijnen | Datum van binnenkomst | Hoogste positie | Aantal weken | Opmerkingen                 |
| ----------------------------------------------------------- | --------------------- | --------------------- | --------------- | ------------ | --------------------------- |
| Bang bang boom boom                                         | 05-10-2012            | 20-10-2012            | 100             | 3            |                             |
| Seesaw                                                      | 17-05-2013            | 25-05-2013            | 56              | 8            | met Joe Bonamassa           |
| Live in Amsterdam                                           | 21-03-2014            | 29-03-2014            | 93              | 9            | Livealbum met Joe Bonamassa |
| Better than home                                            | 10-04-2015            | 18-04-2015            | 59              | 9            |                             |
| Fire on the floor                                           | 14-10-2016            | 22-10-2016            | 30              | 5            |                             |
| Black coffee                                                | 26-01-2018            | 03-02-2018            | 18              | 8            | met Joe Bonamassa           |
| Front and Center - Live from New York                       | 13-04-2018            | 21-04-2018            | 109             | 3            | Live-CD+DVD                 |
| Live at the Royal Albert Hall                               | 30-11-2018            | 08-12-2018            | 148             | 1            |                             |
| A Tribute To Led Zeppelin                                   | 25-02-2022            | 05-03-2022            | 7               | 1*           |                             |

### Singles
| Single met eventuele hitnotering(en) in de Nederlandse Top 40 | Datum van verschijnen | Datum van binnenkomst | Hoogste positie | Aantal weken | Opmerkingen                 |
| ------------------------------------------------------------- | --------------------- | --------------------- | --------------- | ------------ | --------------------------- |
| L.A. song (Out of this town)                                  | 1999                  | 07-08-1999            | 31              | 2            | Nr. 66 in de Single Top 100 |
| Leave the light on                                            | 2004                  | -                     | -               | -            | Nr. 90 in de Single Top 100 |
| Learning to live                                              | 2005                  | -                     | -               | -            | Nr. 83 in de Single Top 100 |

| Single met hitnotering(en) in de Vlaamse Ultratop 50 | Datum van verschijnen | Datum van binnenkomst | Hoogste positie | Aantal weken | Opmerkingen       |
| ---------------------------------------------------- | --------------------- | --------------------- | --------------- | ------------ | ----------------- |
| Why don't you do right                               | 2018                  | 17-02-2018            | tip27           | -            | met Joe Bonamassa |

### Dvd's
| Dvd's met hitnoteringen in de Nederlandse Music Top 30 | Datum van verschijnen | Datum van binnenkomst | Hoogste positie | Aantal weken | Opmerkingen       |
| ------------------------------------------------------ | --------------------- | --------------------- | --------------- | ------------ | ----------------- |
| Live at the Paradiso                                   | 2005                  | 28-05-2005            | 5               | 7            |                   |
| Live in Amsterdam                                      | 2014                  | 29-03-2014            | 1(3wk)          | 166          | met Joe Bonamassa |

| Dvd's met hitnoteringen in de Vlaamse Ultratop muziek-dvd top 10/20 | Datum van verschijnen | Datum van binnenkomst | Hoogste positie | Aantal weken | Opmerkingen       |
| ------------------------------------------------------------------- | --------------------- | --------------------- | --------------- | ------------ | ----------------- |
| Live in Amsterdam                                                   | 2014                  | 29-03-2014            | 2               | 12           | met Joe Bonamassa |

### NPO Radio 2 Top 2000
| Nummers met noteringen in de NPO Radio 2 Top 2000 | '13  | '14  | '15  | '16 | '17  | '18  | '19  | '20  | '21  | '22  | '23  | '24  |
| ------------------------------------------------- | ---- | ---- | ---- | --- | ---- | ---- | ---- | ---- | ---- | ---- | ---- | ---- |
| I'll Take Care of You (met Joe Bonamassa)         | -    | -    | -    | -   | -    | -    | -    | -    | 978  | 972  | 1034 | 1066 |
| L.A. song (Out of this town)                      | -    | -    | 1297 | 955 | 1203 | 1330 | 1075 | 1409 | 1180 | 1230 | 1329 | 1450 |
| Leave the light on                                | 1609 | 1195 | 581  | 433 | 512  | 361  | 211  | 286  | 248  | 234  | 283  | 276  |
| Why Don't You Do Right? (met Joe Bonamassa)       | ×    | ×    | ×    | ×   | ×    | -    | 1511 | 1618 | -    | -    | -    | -    |

1. ↑  Een '-' betekent dat het nummer niet was genoteerd, een '×' betekent dat het nummer nog niet was uitgebracht en een vetgedrukt getal geeft de hoogste notering van een nummer aan.
2. ↑  2013 was het eerste jaar met een notering voor Beth Hart.